# Tölgyfa-övesbagoly
A tölgyfa-övesbagoly (Catocala sponsa)  a rovarok (Insecta) osztályának a lepkék (Lepidoptera) rendjéhez, ezen belül a bagolylepkefélék (Noctuidae) családjához tartozó faj.

## Elterjedése
Régi tölgyesekben, vegyes lombhullató erdőkben, a régi kertekben és parkokban egész Európában elterjedt faj.

## Megjelenése
Szárnyfesztávolsága: 30–35 mm. Az első szárnyak barnásszürkék vagy barnák  fekete és világos mintázattal. A hátsó szárnyak pirosasak két fényes fekete szalaggal.

## Életmódja
A lepkék éjszaka repülnek, július közepétől szeptember közepéig. Akkor figyelhetők meg a legjobban, ha megnyugszanak  éjjel fényforrások  mellett.A hernyók  májusban és júniusban bukkannak elő. A tojások telelnek át. Ezekből a hernyók akkor kelnek ki, amikor az első hajtások kihajtanak. A földön gubózik be szürke bábbal.

## Fordítás
- Ez a szócikk részben vagy egészben  a   Großes Eichenkarmin című német Wikipédia-szócikk fordításán alapul.  Az eredeti cikk szerkesztőit annak laptörténete sorolja fel. Ez a jelzés csupán a megfogalmazás eredetét és a szerzői jogokat jelzi, nem szolgál a cikkben szereplő információk forrásmegjelöléseként.